# Neoleria fuscicornis
Neoleria fuscicornis är en tvåvingeart som beskrevs av Leander Czerny 1924. Neoleria fuscicornis ingår i släktet Neoleria och familjen myllflugor. Inga underarter finns listade i Catalogue of Life.